# Retschenbach
Der Retschenbach ist ein etwa 6 km langer rechter Zufluss der Effelder im Thüringer Schiefergebirge.

## Verlauf
Der Retschenbach entspringt in etwa 650 m ü. NN am Südhang des 829 Meter hohen Berges Buhler. Er fließt etwa 1 km lang oberirdisch, verschwindet dann aber in der Zinselhöhle, einer kleinen Höhle im Muschelkalk des Thüringer Schiefergebirges. Deshalb heißt er in seinem Oberlauf, bis zu seinem Verschwinden in den „Schwalchlöchern“ genannten Bachschwinden, auch Lochbach. Die Zinselhöhle wurde in Jahrtausenden vom Wasser des Retschenbach ausgewaschen.
Etwa 250 Meter südlich der Zinselhöhle tritt der Bach wieder ans Tageslicht hervor, im Sommerhalbjahr fällt dieser Teil des Bachbettes immer wieder trocken. Weiter durchquert der Fluss den etwa 3 km langen Retschenbachgrund, einen von Berghängen eingefassten Wiesengrund. Im Zuge von Trockenlegungsmaßnahmen wurde der artenreiche und idyllische Retschenbachgrund durch eine Begradigung und teilweise Tieferlegung des Flussbettes ökologisch schwer geschädigt.
Im weiteren Verlauf unterquert der Retschenbach die Bahnstrecke Eisfeld–Sonneberg. Dort zweigt unmittelbar der Mühlgraben zur Seltendorfer Obermühle ab, dieser speist wiederum einen biologisch sehr wertvollen kleinen Teich. Der Retschenbach durchquert danach die Ortslage Seltendorf in Nord-Süd-Richtung, verläuft unmittelbar am Seltendorfer Sportplatz entlang, um kurz darauf bei der Bätzenmühle am südlichen Ortsausgang von Seltendorf in die Effelder zu münden. Die Effelder wiederum mündet im Froschgrundsee, einem künstlich angelegten Hochwasserschutz-Stausee, in die Itz, einen Nebenfluss des Mains.